# سفين ميندى
سفين ميندى (بالألمانية: Sven Mende)‏ (18 يناير 1994 بغوبينغن في ألمانيا - ) هو لاعب كرة قدم ألماني في مركز الوسط. شارك مع منتخب ألمانيا تحت 16 سنة لكرة القدم ومنتخب ألمانيا تحت 17 سنة لكرة القدم ومنتخب ألمانيا لكرة القدم تحت 18 سنة. أما مع النوادي، فقد لعب مع فيهين فيسبادن ونادي كارلسروه وفي إف بي شتوتغارت الثاني ونادي هامبورغ 2 ‏.

## وصلات خارجية
- سفين ميندى على موقع الاتحاد الدولي (مؤرشف)  (الإنجليزية)
- سفين ميندى على موقع الاتحاد الأوربي (الإنجليزية)
- سفين ميندى على موقع قاعدة بيانات كرة القدم.إي يو (الإنجليزية)
- سفين ميندى على موقع Soccerway.com (الإنجليزية)
- سفين ميندى على موقع عالم كرة القدم.نت (الإنجليزية)